# Остеоинтеграция
Остеоинтегра́ция — один из видов интеграции имплантата в костную ткань. При остеоинтеграции имеется непосредственный контакт и функциональная связь между имплантатом и костной тканью, на которую осуществляется нагрузка.  Другими словами — при жевании оказывается определенное влияние на костную ткань посредством поверхности имплантата.
При отсутствии зуба костная ткань атрофируется вследствие отсутствия нагрузки, установка же имплантата восстанавливает нагрузку на кость, чем стимулирует её, предотвращая рассасывание.

## История изучения процесса остеоинтеграции
В 1955 г. A. Bodine впервые представил результаты морфологического изучения тканей, окружавших функционирующий несколько лет субпериостальный имплантат, установленный на верхнюю челюсть собаки, заключив, что ткань, контактирующая с расположенными под надкостницей частями имплантата — это типичная соединительная ткань.
В начале 60-х годов профессор P. I. Branemark в ходе экспериментальной работы, в которой он изучал проблемы микроциркуляции в костной ткани и процессы заживления ран с помощью витальной микроскопии (оптический прибор в корпусе из титана), сделал одно из фундаментальных открытий имплантологии: в костном ложе, которое подготовлено атравматично и точно соответствует по форме устанавливаемой титановой конструкции, происходит прочное «сращение» поверхности металла с костью, названное позднее «остеоинтеграцией».
Позже U. Pasqualini (1971) в результате экспериментов с внутрикостными имплантатами заметил принципиально новую, до этого неизвестную реакцию кости на дентальные имплантаты — примыкание костной ткани к имплантату без образования соединительнотканной прослойки и сохранение этого типа контакта после приложения функциональной нагрузки.
К концу 70-х гг. был накоплен большой клинический опыт применения внутрикостных дентальных имплантатов, проведены многочисленные экспериментальные исследования по морфологии тканевого ответа на имплантаты и их взаимодействию с окружающей костной тканью.
В 1982 г. в Торонто (Канада) прошла конференция по проблемам морфофункционального взаимодействия имплантатов с костной тканью. Итогом конференции стало признание остеоинтеграции, как наиболее обоснованного с научной точки зрения, варианта сосуществования имплантатов с костной тканью, обеспечивающего их длительное и прогнозируемое функционирование в качестве опоры зубных протезов.
Проведённые в начале 90-х гг. экспериментальные исследования поставили под сомнение зависимость достижения состояния остеоинтеграции от формы, методики применения и принципа исключения имплантата на 3—6 месяцев из функциональной нагрузки. Было доказано, что достижение остеоинтеграции возможно и при одноэтапной установке винтовых имплантатов с их немедленной нагрузкой.

## Остеоинтеграция
Основным условием имплантации является использование инертных материалов для изготовления имплантата, не вызывающих иммунологической реакции. В современной стоматологии используются титан, золото, никель-хром-ванадиевые сплавы. Кроме того, в современной стоматологии используются имплантаты с пористо-порошковым покрытием, которое является биоактивным, то есть за счет пористости прорастание костной ткани внутрь имплантата происходит быстрее, и вживление становится более надёжным. Пористый состав из порошка титана, а затем биоактивной керамики наносится на титановую заготовку при помощи плазменного напыления. В настоящее время такие имплантаты считаются наиболее качественными, процент случаев отторжения их организмом минимален, а сроки вживления значительно сокращаются.
Также становится популярным применение имплантатов с плазменным гидроксиапатитным или трикальцийфосфатным покрытием. Эти неорганические составляющие костной ткани имеют свойство со временем рассасываться, активно стимулируя при этом костеобразование. Приживаемость таких имплантатов значительно выше, чем у любых других.
В результате сверления для подготовки ложа под имплантат происходит некроз ткани, он составляет примерно 1 мм. После установки имплантата начинается процесс регенерации, нарастает трабекулярная кость. Она, как правило, довольно слабая и не может выдержать обычные нагрузки при жевании, но постепенно она уплотняется и заменяется ламмелярной костью, которая заполняет полностью пространство между костью и имплантатом, а также прорастает в поры имплантата. Таким образом происходит остеоинтеграция, то есть имплантат считается прижившимся и может принимать обычную для здорового зуба нагрузку. Этот период длится примерно 18 недель, в течение которых любая излишняя нагрузка на область имплантата может вызвать некроз, а значит подвижность имплантата в ложе, разумеется, такая имплантация считается неудавшейся и влечёт за собой повторную операцию.